# Spilosoma vagans
Spilosoma vagans är en fjärilsart som beskrevs av Jean Baptiste Boisduval 1852. Spilosoma vagans ingår i släktet Spilosoma och familjen björnspinnare. Inga underarter finns listade i Catalogue of Life.